# NSDAP-Aufbauorganisation
Die NSDAP-Aufbauorganisation (NSDAP-AO), auch NSDAP-Aufbau- und Auslandsorganisation genannt, ist eine im Jahr 1972 durch den Neonazi Gary Lauck gegründete rechtsextreme, antisemitische, rassistische und neonazistische Organisation mit Hauptsitz in den USA. Sie ist weltweit in mehreren Ländern aktiv und stellt Propagandamaterial in über 25 Sprachen her.

## Politische Ziele
Ihre politischen Ziele bestehen unter anderem in der Wiederzulassung der NSDAP und der erneuten Errichtung des Nationalsozialismus in Deutschland.

## Geschichte
Die NSDAP-AO wurde 1972 in Lincoln (Nebraska) durch den Neonazi und Holocaustleugner Gary Lauck gegründet. In den 1980er Jahren waren Mitglieder der Vereinigung unter anderem in der Gesinnungsgemeinschaft der Neuen Front und dem Komitee zur Vorbereitung der Feierlichkeiten zum 100. Geburtstag Adolf Hitlers tätig.
Im Jahr 1997 wurde Gary Lauck in Deutschland zu einer vierjährigen Haftstrafe wegen Volksverhetzung und Aufstachelung zum Rassenhass sowie Verwendens von Propagandamitteln und von Kennzeichen verfassungswidriger Organisationen verurteilt.
Im Jahr 2004 entfernte Google in Deutschland die Website der NSDAP-AO aus seinen Suchergebnissen.

## Mitglieder
→ Siehe auch: Kategorie:NSDAP-AO-Mitglied
Neben dem Gründer Gary Lauck sind beziehungsweise waren die Neonazis Gottfried Küssel, Mark Weber, Michael Kühnen, Christian Worch, Martyn Freling, Christian Malcoci und Michael Swierczek Mitglieder der NSDAP-AO.

## Aktivitäten
Die NSDAP-AO produziert und verbreitet nationalsozialistisches Propagandamaterial, darunter Nachdrucke des Buches Mein Kampf von Adolf Hitler und den antisemitischen Propagandafilm Der ewige Jude. Sie bietet über ihre Website ein Internetradio an. Seit 1973 erscheint die Zeitschrift NS-Kampfruf – nach eigenen Angaben der Organisation in zehn Sprachen –, in der unter anderem detaillierte Anleitungen für Mordanschläge veröffentlicht wurden. Mehrere durch diese Tätigkeiten in Deutschland erfüllte Tatbestände sind in den USA nicht strafbar. Unter der Anschrift der Organisation war auch die Website „Völkische Reichsbewegung“ registriert.